# Transporte de Venezuela

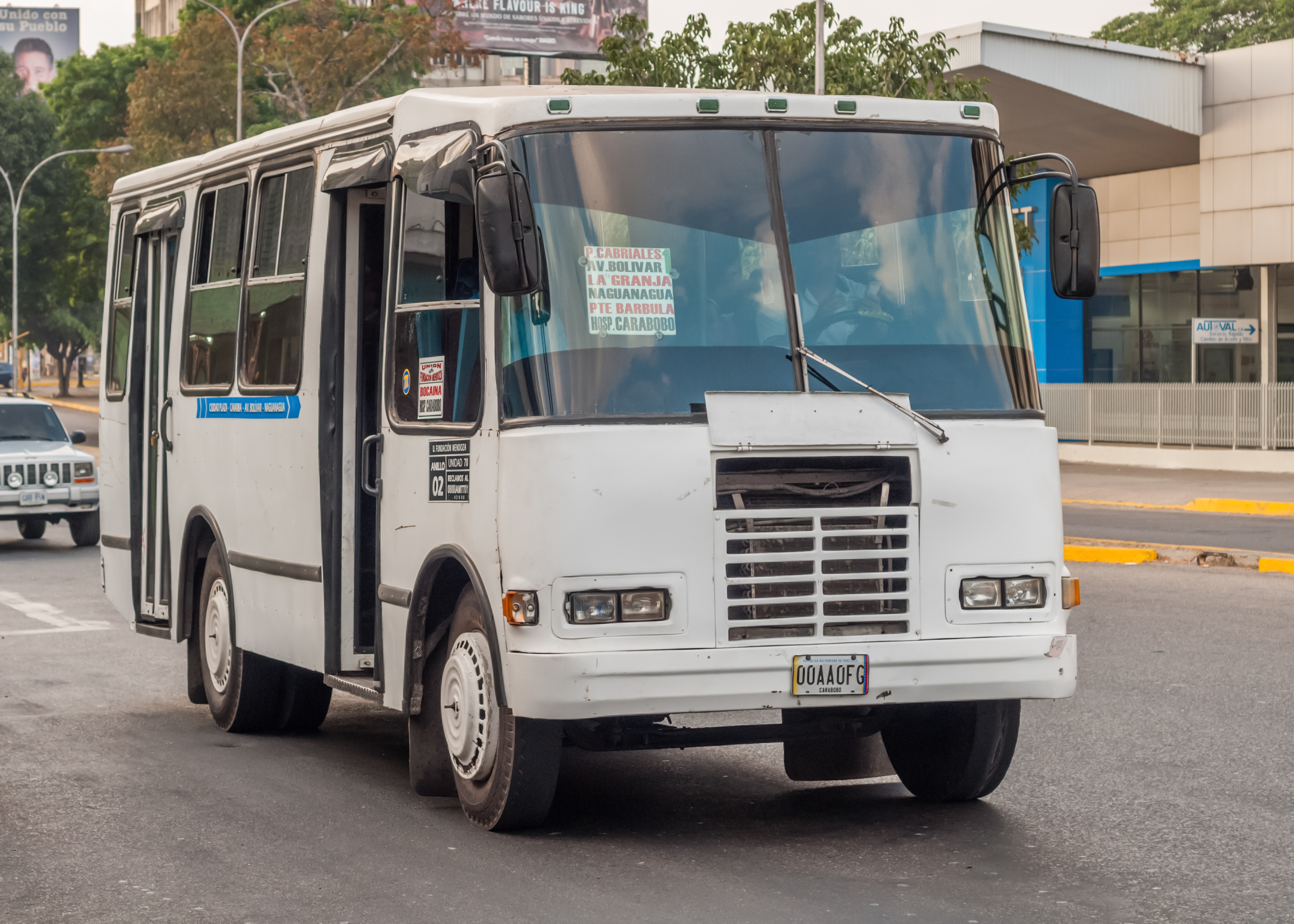
12 millones de personas utilizan diariamente unidades de transporte de autobuses, taxis, mototaxis y carros por puesto en Venezuela, el 65 % de las cuales están obsoletas.

Venezuela cuenta con vías de transporte a las que se suma una red de carreteras que cubren el territorio nacional, usadas por líneas de autobuses, vehículos particulares y de carga que conectan todo el país. La densidad de autopistas es alta en el área centro-norte, en el Distrito Capital y en los estados Miranda, Aragua, Lara, Zulia, Anzoátegui, Monagas, Yaracuy, Falcón y Carabobo; éstas se prolongan en un sistema de autopistas hacia el interior del país, conectando los centros urbanos con las áreas rurales lejanas, además de poseer aeropuertos entre los que destacan internacionales como los de Maiquetía, Valencia, Punto Fijo, Porlamar, Maracaibo, Barcelona, Barquisimeto, San Cristóbal, Ciudad Guayana, Maturín, Cumaná y San Antonio del Táchira. Además cuenta con los Sistemas de Transporte Masivo como el Metro de Caracas, Metro de Maracaibo, Metro de Valencia, Metro de Los Teques, Trolebús, TransMaracay, Transbarca, TransCarabobo, TransFalcón, TransAnzoátegui y las planificaciones del Metro de Guarenas-Guatire y el Sistema Ferroviario Nacional (Venezuela). En los 2 últimos años se han incorporado en las principales ciudades del país aproximadamente 3000 unidades de autobuses ensambladas en Venezuela marca Yutong.

## Autopistas y carreteras
Según cifras oficiales, para noviembre de 2017 Venezuela contaba con 96.155 kilómetros de vías, de los cuales 32.000 son pavimentados. Parte de los 64.000 km. de vías enfranzonadas restantes fueron construidos durante el gobierno de Juan Vicente Gómez (5.000 km.), el periodo democrático (71.200 km.) y durante el periodo de revolución bolivariana (4.500 km.). Datos oficiales reseñan 80.399 muertes en las vías públicas entre 2000 y 2012 y unas 6.200 muertes anuales, aunque datos de aseguradoras estiman más de 9000 muertes; un 39% son de motociclistas, en comparación a 28% a nivel mundial. Según cifras de 2010, la tasa por muertes en accidentes de tráfico era de 37,2 muertes por cada 100.000 habitantes, pudiendo ser la más alta en Latinoamérica. El parque vehicular de Venezuela contaba con 5.350.000 unidades en 2008 y 4.196.335 unidades en 2014, representando un descenso de 21 %.
La Autopista Caracas - La Guaira es una autopista de Venezuela que comunica a la capital Caracas con el Segundo Puerto en importancia y tráfico del país, así como el principal aeropuerto venezolano (el Aeropuerto Internacional Simón Bolívar), ubicados en La Guaira y en Maiquetía respectivamente en el estado Vargas, fue proyectada y construida por el gobierno del general Marcos Pérez Jiménez y la Junta Militar de Gobierno que lo precedió, las obras se iniciaron en 1950 y tardaron casi 4 años en ser concluidas, siendo inaugurada para finales de 1953.El Viaducto Nº 1 de la Autopista Caracas - La Guaira es el primero de los tres puentes que cruzaban el valle de la quebrada de Tacagua. En marzo del 2006, el viaducto colapsó, sin víctimas humanas ni daños materiales, a excepción del puente en sí, pero en junio del 2007 se inauguró el Nuevo Viaducto Nº1, más largo que su antecesor.El primer viaducto, que desde el terremoto de Caracas de 1967 había sufrido grandes deformaciones debido al desplazamiento del cerro de Gramoven y la Falla de Tacagua, fue sin duda alguna una obra maestra de la ingeniería y, en consecuencia, un orgullo de Venezuela. Fue proyectado y construido por la firma francesa Campenon Bernard, bajo la concepción y asesoría del eminente profesor Eugène Freyssinet.
La Autopista Gran Mariscal de Ayacucho o llamada también Autopista Antonio José de Sucre en honor a ese destacado prócer de la independencia Americana (llamada previamente Autopista Rómulo Betancourt), es una arteria vial que comunica a la ciudad de Caracas con sectores del estado Miranda, aunque el proyecto espera extenderla para 2008 hasta el estado Sucre cuando tendrá 271 kilómetros, actualmente están en funcionamiento 106 kilómetros entre los tramos Caracas- Guatire y Guatire - Chuspita, ademásel 24 de noviembre de 2007 se inauguró oficialmente los tramos Chuspita-Aragüita de 11 kilómetros y Caucagua -Higuerote de 42,4 kilómetros por parte de la Gobernación de Miranda y el Ministerio de Infraestructura (MINFRA), y están en ejecución simultáneamente el tramo Unare - Píritu en el estado Estado Anzoátegui de 30 kilómetros concluido en noviembre de 2007, y otro tramo que llegaría hasta Cumaná en el estado Sucre de 21 kilómetros, todos estos tramos están a cargo de las respectivas gobernaciones de esos estados y del Ministerio ya mencionado. Esta autopista aún no está concluida del todo, pues algunos tramos están en construcción y unos otros están aún en proyecto.

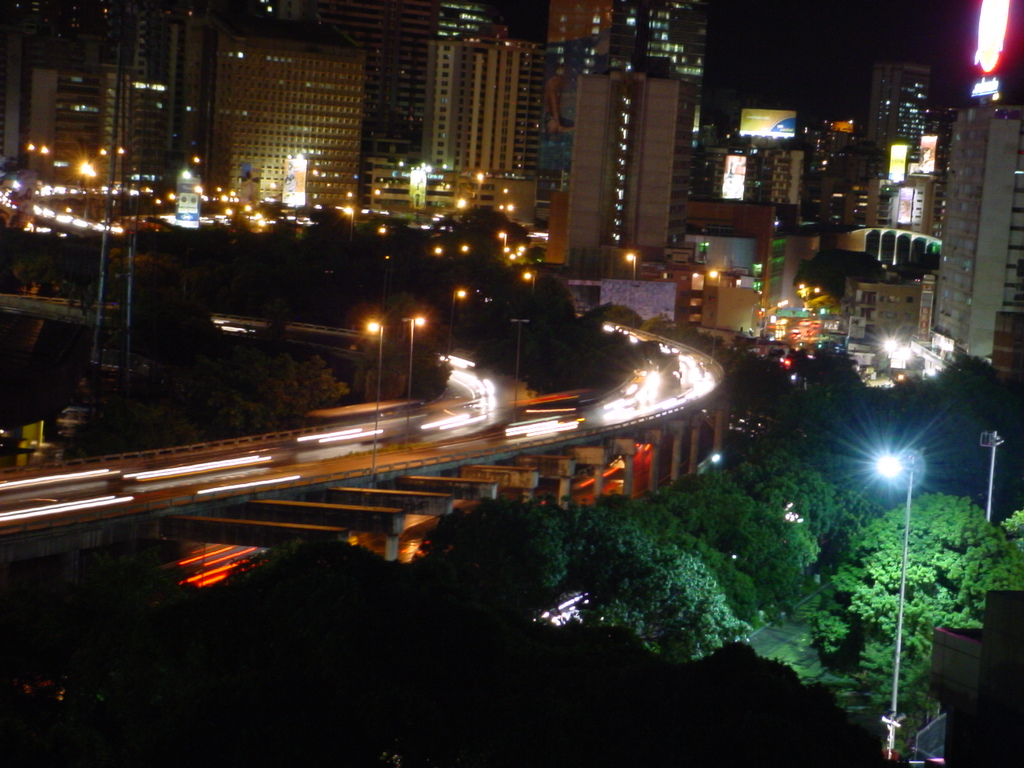
Autopista Francisco Fajardo, Caracas.

La Autopista Regional del Centro o Autopista Caracas-Valencia es la más importante arteria vial de Venezuela, la misma une a las ciudades de Caracas, Maracay y Valencia así como otras ciudad menores. Diariamente la autopista es usada por cerca de 70.000 autos así como camiones de transporte y autobuses la recorren. La autopista fue construida durante los años 50 y 60, siendo uno de sus principales impulsores el General Marcos Pérez Jiménez.
La Autopista José Antonio Páez, también llamada Autopista de Los Llanos, es una importante arteria vial de Venezuela, la misma comunica a los estados Barinas, Carabobo, Cojedes y Portuguesa. La autopista aún se encuentra en fase de construcción sin embargo ya han sido abiertos varios tramos de la misma. Tiene su inicio en la ciudad de Valencia llegando hasta la ciudad de Barinas. La autopista debe su nombre en honor al prócer venezolano José Antonio Páez.
La Autopista Centro Occidental o Autopista Cimarrón Andresote (previamente llamada Autopista Rafael Caldera) es una importante arteria Vial ubicada en el Centro Occidente de Venezuela, En el Estado Yaracuy, Atravesando todo el estado Yaracuy comenzando desde la redoma de Palma Sola, Estado Carabobo (Este último terminado en 2013 después de casi 25 años de paralización) hasta el Distribuidor Veragacha, Estado Lara, Cuenta con 129 km. aproximadamente, Fue comenzada su construcción en la década de los 70 Durante el periodo presidencial del Dr. Rafael Caldera oriundo de Yaracuy en su primer ejercicio constitucional. Caracterizada por sus trinitarias y arbolaje a sus alrededores, Cuenta con una calzada de 7,20 m de ancho y 3,60 m de Hombrillo, Diariamente circulan unos 45.000 Vehículos rumbo al Centro y Al Occidente del país.
La Autopista Circunvalación Norte (Barquisimeto) es una arteria vial ubicada en el centro occidente de Venezuela, en el Estado Lara, de unos 25,5 kilómetros de longitud, que se había paralizado en su construcción desde la década de los 80, y que fue retomada a partir de 2005 por la gobernación del estado Lara y por el Ministerio de infraestructura (Minfra), se conectará con la Autopista Regional del Centro y se prevé en un futuro enlazarla con la Autopista Acarigua-Barquisimeto, lo que permitiría mejorar considerablemente el flujo vial en esa parte del país. Se inauguró a los principios del 2007.
Autopistas y avenidas de Caracas, estas aglutinan una de las mayores redes de autopistas de Venezuela, casi todas construidas en la segunda mitad del siglo XX en los gobiernos de Marcos Pérez Jiménez, Rómulo Betancourt y Raúl Leoni. Las autopistas del país y las grandes avenidas de la ciudad no están designadas con un sistema de codificación o numeración, sino con nombres de personajes históricos destacados. Además, en Caracas, los distribuidores o conexiones entre autopistas también suelen tener nombres peculiares, por ejemplo de animales: el pulpo, la araña y ciempiés.Caracas está conectada por autopistas internamente y hacia el exterior, con otros pueblos, poblaciones y ciudades, como La Guaira, El Junquito, la Colonia Tovar, Los Teques, El Hatillo, Los Valles del Tuy (Charallave y Santa Lucía), Guarenas y Guatire, además del resto del país.La autopista que cruza la ciudad de este a oeste, y sus respectivos ramales, se llama Autopista Francisco Fajardo, que va desde Petare (Distribuidor Boyacá) donde conecta con la autopista Gran Mariscal de Ayacucho (tramo Petare-Guarenas) hasta el suroeste de Caracas pasando por la urbanización La Paz y terminando en Las Adjuntas y Macarao; posee un subramal que va hacia Caricuao.
Las perreras consisten en vehículos privados como camiones de volteo, camiones cava, camiones de transporte de escombros generalmente usados para mover ganado u objetos pesados como piezas industriales, alimentos o basura que no son aptos para transportar a personas. Originalmente fueron apodados así hace décadas en áreas rurales e indígenas, donde eran un transporte común en el campo y la gente los abordaba para moverse con sacos de plátanos. Sin embargo, durante la presidencia de Nicolás Maduro, Venezuela empezó a experimentar una crisis de transporte público nunca antes vista en tiempos modernos, afectado por el encarecimiento y escasez de repuestos, así como por la falta de inversión por parte del Estado, lo que obligado a los usuarios a efectuar largas caminatas y a llevar las perreras a las ciudades para cubrir la falta de vehículos.
Según Gustavo Chourio, experto en urbanismo de la Universidad del Zulia, alrededor del 30 por ciento de los venezolanos solía tener vehículo propio, el promedio más alto en América Latina, proporción que ha disminuido drásticamente en la actualidad porque pocas personas tienen recursos suficientes como para comprar repuestos como neumáticos o baterías. La reparación de autobuses y otros vehículos de transporte público se ha vuelto cada vez más difícil debido a la escasez de las piezas de repuesto. Para 2018, de acuerdo con el Comité de Usuarios de Transporte Público en Caracas, el 95 % de los autos, autobuses y taxis estaban inhabilitados, mientras que el número de perreras, operadas por cualquier persona con los medios para manejar un vehículo, había aumentado un 25 %. Luis Alberto Salazar, presidente del comité y su vocero principal, ha afirmado que en Venezuela hay al menos 150,000 perreras. Oscar Gutiérrez, chofer y dirigente gremial del estado Miranda, ha declarado que para el mismo año solo quedaba 10% de los 12.000 autobuses que había en el estado, y según el Comando Intergremial de Transporte al menos el 90% de las 300 000 unidades que cubrían las diversas rutas del país estaban en paro técnico debido a la falta de repuestos.

## Transporte ferroviario

### Metro de Caracas

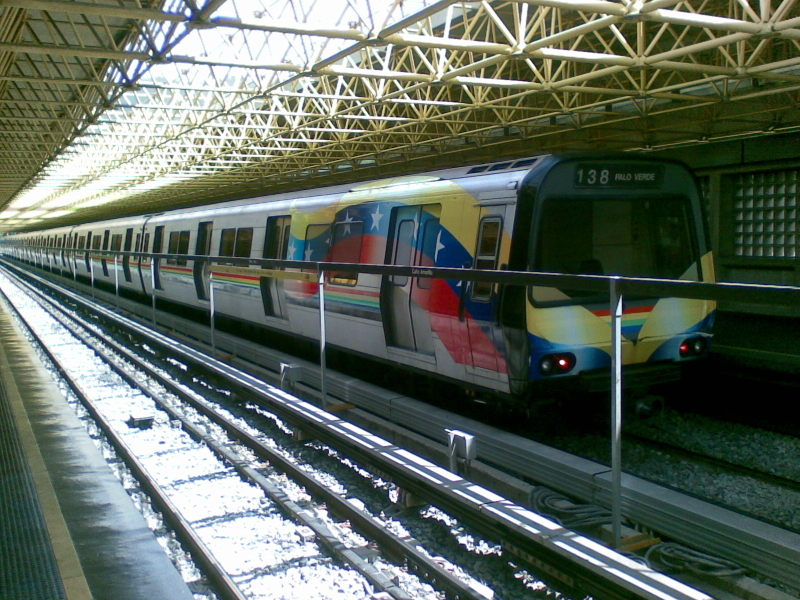
Metro de Caracas.

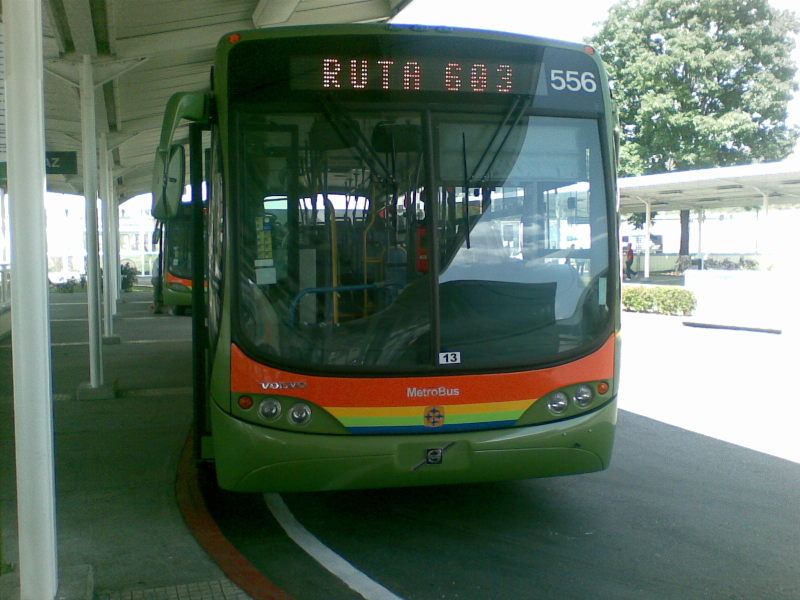
Metrobús (2008).

El Metro de Caracas es uno de los sistemas de transporte público que atiende a la ciudad de Caracas, y el más extenso y antiguo de los construidos en Venezuela. Fue inaugurado el 2 de enero de 1983 con 6,7 km. El metro se combina con las rutas de Metrobús, un sistema de autobuses que parten de las estaciones y complementan el servicio permitiendo llegar a sectores donde el metro no tiene cobertura directa. A este binomio se le conoce con el nombre de Sistema Metro-Metrobús.
El Metro de Caracas conecta a la ciudad de Los Teques a través a la transferencia en la estación común de Las Adjuntas. En la estación La Rinconada, perteneciente a la Línea 3 del sistema, los pasajeros pueden acceder a la estación Caracas Libertador Simón Bolívar del Sistema Ferroviario Central, que realiza viajes con destino a las ciudades dormitorio de Charallave y Cúa. También una línea nueva de tren IFE conectará La Rinconada con el Aeropuerto Internacional Simón Bolívar en Maiquetía y el Puerto Marítimo de La Guaira. El sistema del Metro de Caracas ofrece otros servicios al público usuario, además del transporte público en sí:La red del Metrobús es un servicio de buses integrado al metro, que recorre un total de 24 rutas, con el propósito de trasladar a los usuarios a otros sectores populares y puntos de interés que no están cerca de una estación. Las rutas incluyen a las ciudades dormitorios próximas a la ciudad capital. Sistema de teleféricos integrado al sistema de metro que servirá a sectores populares de difícil acceso por su topografía y poca planificación.
Es muy utilizado por la comunidad, pero entre sus desventajas se encuentran, los robos, el descuido de la unidad y las instalaciones, demasiadas personas a la hora pico

### Metro de Valencia

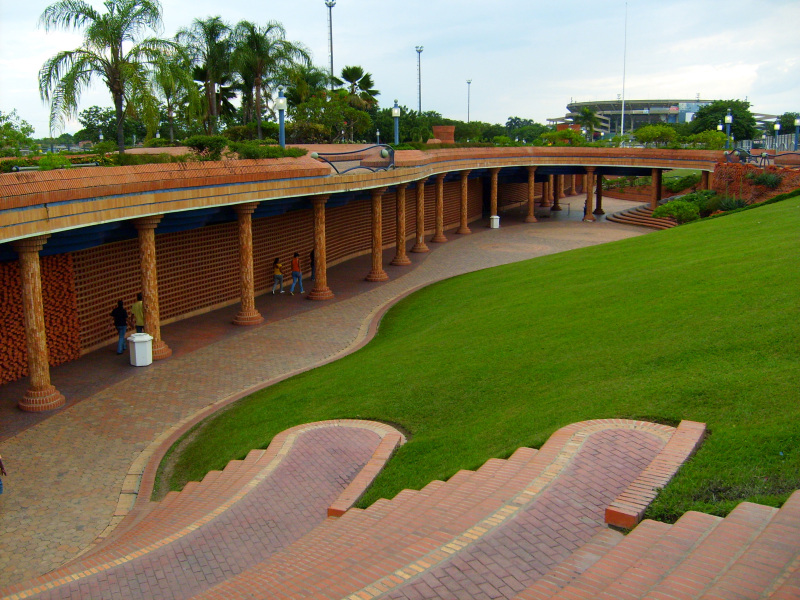
Estación Monumental del Metro de Valencia, Venezuela.

El Metro de Valencia, ciudad industrial de Venezuela y capital del Estado Carabobo, es un sistema de transporte masivo subterráneo que inició operaciones en fase pre-operativa el 18 de noviembre de 2006 con 4,7 km. de los 7 km. planeados. Su operación comercial comenzó un año más tarde, el 18 de noviembre de 2007 fecha en la cual entraron en operación además las estaciones Las Ferias, Michelena, Santa Rosa y Lara. 
La primera etapa de su recorrido comienza en el sur de la ciudad, en las cercanías de la Plaza de Toros Monumental de Valencia y llegando hasta el centro de la ciudad en la Avenida Cedeño. El proyecto aspira trazar una red llamada Línea 2 que cruce a lo largo la ciudad de Valencia (desde el sur del municipio homónimo hasta llegar al otro extremo del Municipio Naguanagua), donde en su extremo más al norte habrá una interconexión con la estación de ferrocarriles que une a Valencia con el principal puerto marítimo del país, Puerto Cabello, como con La Encrucijada del Estado Aragua. Esa estación de interconexión se encuentra ubicada justo en la Universidad de Carabobo, una de las universidades en el centro del país.
El metro de Valencia está básicamente proyectado para conformar dos líneas sumando un total de 31 estaciones. Otras ampliaciones del sistema no están descartadas. El proceso constructivo de las estaciones consta en la ejecución de muros colados para posteriormente proceder a la construcción de la infraestructura de soporte de la estación en concreto armado. Cada estación cuenta con seis escaleras mecánicas, dos para dar acceso desde el nivel de calle al nivel de Mezzanina y las cuatro restantes para acceder al nivel de Andenes.La empresa alemana Siemens es la encargada de suministrar los equipos eléctricos (señalización, telecomunicación y electrificación) y 12 vehículos.

### Metro de Maracaibo
El Metro de Maracaibo, también llamado Metro del Sol Amado (por el apodo que recibe la ciudad) ó MetroMara (por el diminutivo de "Maracaibo" es un sistema de transporte masivo que ubicado en la ciudad de Maracaibo, Zulia, Venezuela, fue inaugurado de manera pre-operativa ( 2 estaciones) el 25 de noviembre de 2006, y se espera que para el segundo semestre de 2007 funcionen las 6 estaciones de la primera etapa de la línea 1.Para el metro de Maracaibo se ha propuesto una línea identificada como la Línea 1. La empresa alemana Siemens es responsable de los sistemas de automatización, señalización, electrificación y telecomunicación, además suministrará los primeros 7 vehículos basados en el modelo del metro de Praga. Su construcción se ha planteado en dos etapas, se prevé que la primera etapa (6,3 km.) esté lista para finales del año 2008. Consta de tres vagones. Cada vagón tiene una longitud de 60 metros, un peso de 84 toneladas y una capacidad de 200 personas por vehículo. El tren de color verde y plateado, se riefere al aspecto ecológico ya que utilizan electricidad como fuente de energía y el plateado hace referencia a la tecnología de punta. Los vagones cuentan con AC, vidrios de seguridad, sistemas de iluminación, detectores muy sensibles de humo y alarmas para casos de emergencia, dispondrán de un área especial para discapacitados, en un principio el sistema movilizará más de 150 mil personas, al tiempo que incrementará el turismo, así como el sector productivo de la región zuliana. La arquitectura de las estaciones está inspirada en el diseño del puente sobre el Lago, todo con características de una ciudad lacustre.

### Metro de Los Teques

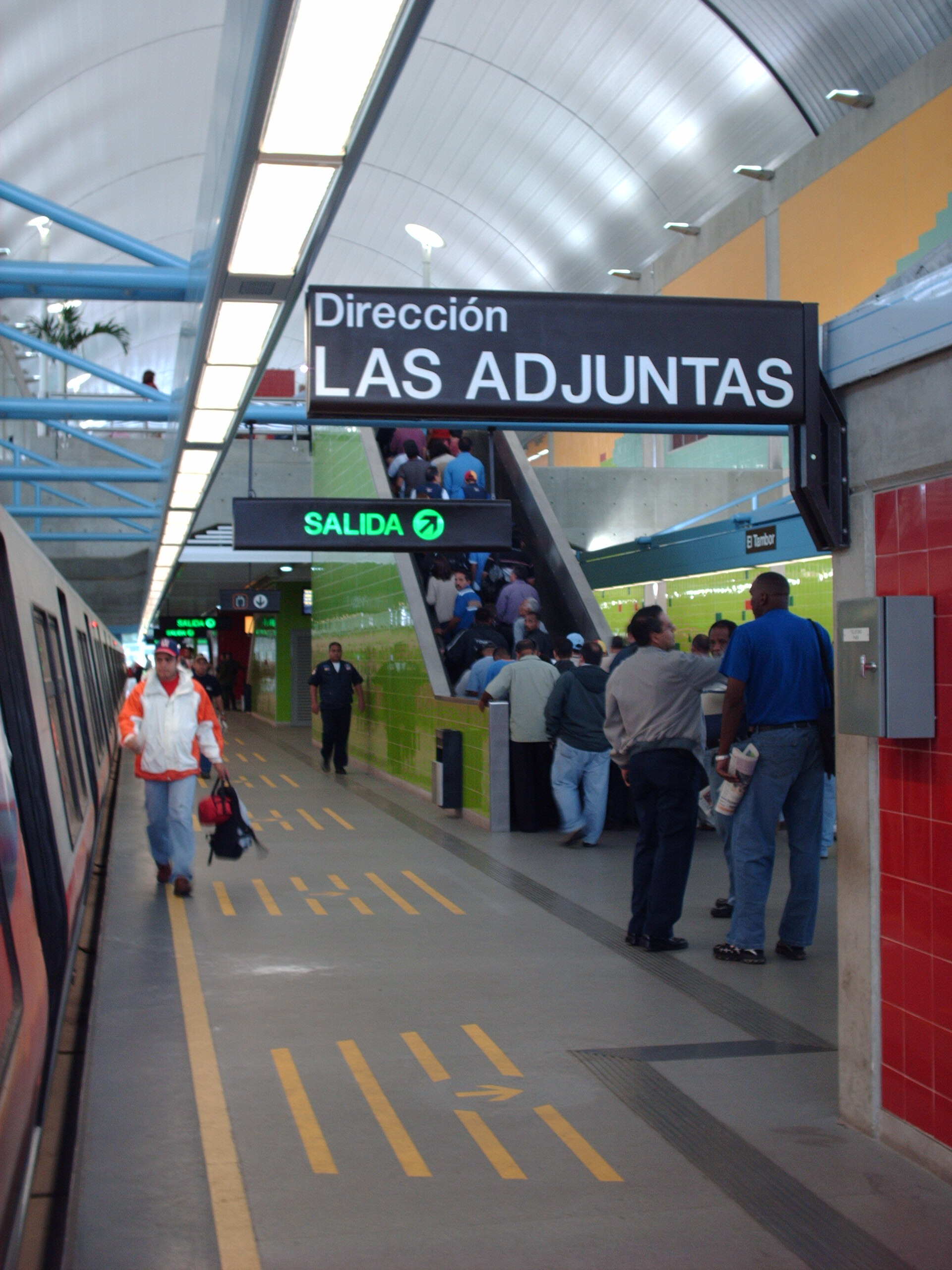
Estación Alí Primera, Metro de Los Teques.

El Metro de Los Teques es un sistema de metro suburbano que comunica a las ciudad de Caracas con Los Teques, capital del Estado Miranda, en Venezuela en su primera línea. El mismo pertenece al Estado venezolano, adscrito al Ministerio de la Infraestructura, y tiene como accionistas a la Gobernación del Estado Miranda, la C.A. Metro de Caracas y la Alcaldía de Guaicaipuro del estado Miranda, fue inaugurado de manera parcial el 3 de noviembre de 2006.El primer tramo sale de la estación Las Adjuntas del Metro de Caracas y culmina en la estación Alí Primera, antes conocido como El Tambor cual es el nombre del mismo sector de la ciudad donde se encuentra la estación en Los Teques, sin paradas intermedias.
El 22 de octubre de 2007, el Ministerio de Infraestructura inauguró la segunda vía de la primera línea del Metro Los Teques, con lo que se esperaba una reducción en el andén del tiempo de espera de 35 a 17 minutos, y para principios de diciembre, una vez se concluyeron las pruebas y señalizaciones necesarias, y con la incorporación de nuevos trenes se proyectó que el tiempo de espera se redujera hasta solo 5 minutos, además de que el metro trabaje en horario corrido. (Solo trabajaba en horario corrido sábados y domingos)A partir del 19 de noviembre de 2007, el Metro de Los Teques comenzó tal como estaba previsto, a operar en horario corrido trasladando más de 31 mil usuarios diariamente. El costo de un boleto de viaje entre la estación Alí Primera y Las Adjuntas es de 1,5 bolívares.

## Transbarca
El Sistema Integral de Transporte Masivo de Barquisimeto o Transbarca es un sistema de trolebús que sirve en la ciudad de Barquisimeto y su área metropolitana en Venezuela. El proyecto cuenta con dos líneas que recorren toda la ciudad a través de los principales corredores viales y dos terminales centrales ubicados al este y oeste de la ciudad, llamados terminales de cabecera. Son Unidades diseñadas con alta tecnología, para solucionar el congestionamiento del transporte público en Barquisimeto. Los trolebuses son fabricados según recomendaciones de normativas alemanas para el montaje de autobuses urbanos de plataformas bajas y sin emisión de contaminantes, El trolebús articulado modelo neoplan N6321 electroliner viene con capacidad total de 160 pasajeros aproximadamente.

## Trolmérida
El Sistema de Transporte Masivo Trolebús de Mérida, o Trolmérida, es un proyecto de transporte masivo que consiste en dos líneas de Trolebús que conectan las ciudades de Mérida y Ejido pertenecientes a la Zona metropolitana de Mérida en la Región de Los Andes Venezolanos, sumado a esto una tercera línea de sistema funicular semejante al Metrocable de San Agustín en Caracas, llamado Funicular del Chama y/o Trolcable, el cual conectara a la ciudad de Mérida con la población de San Jacinto, permitiendo mayor acceso y conexión a las poblaciones de la llamada Cuenca del Chama conformada por los pueblos de Chama, Chamita, Urb, Carabobo, El Arenal, Santa Catalina, Don Perucho, La Fría y el Conscripto, todos estos suburbios de la Ciudad de Mérida.

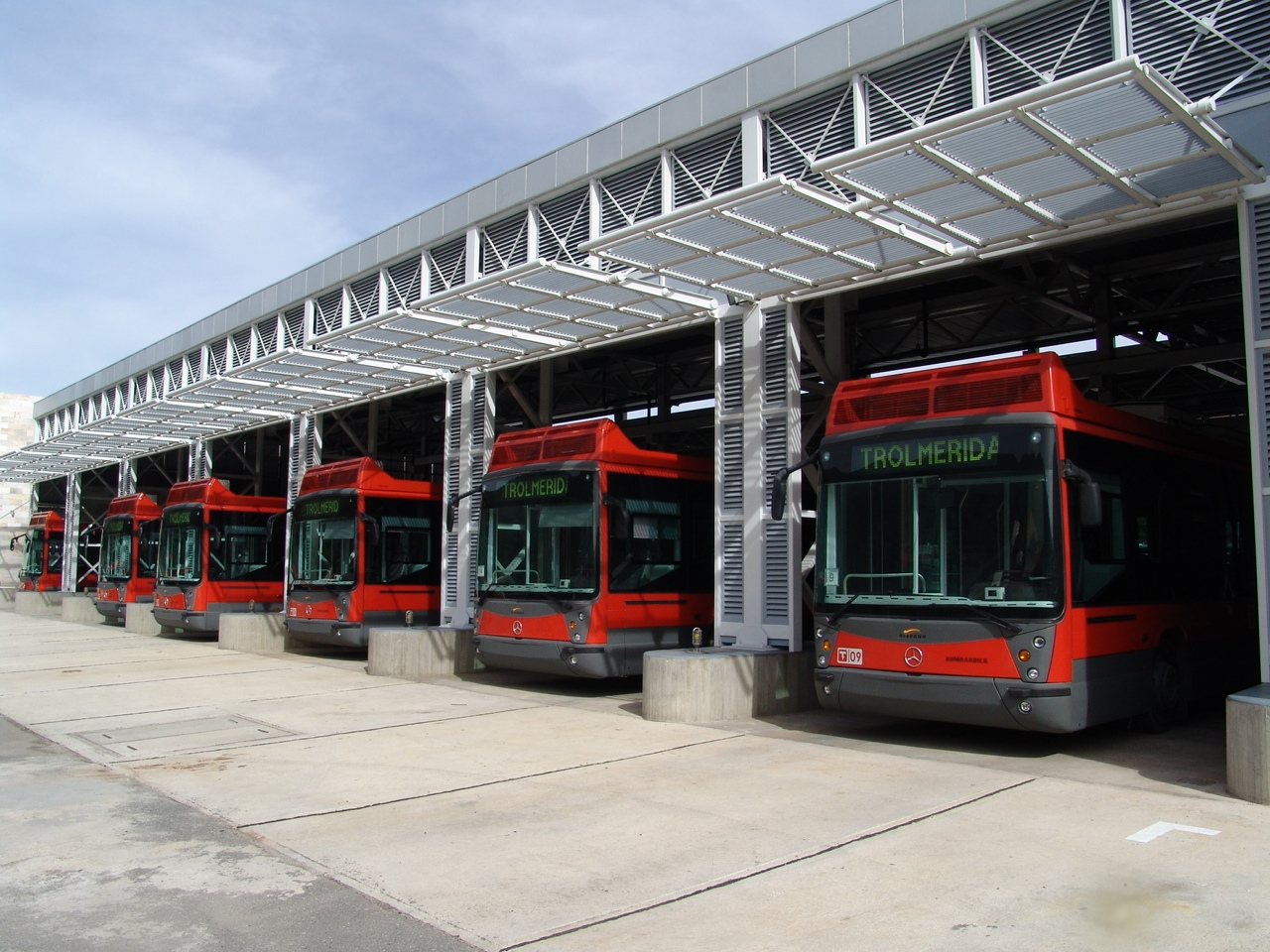
Unidades del Trolebús.

## TransCarabobo
El Sistema de Transporte Masivo de Carabobo, o simplemente TransCarabobo, es un sistema de transporte masivo del Estado Carabobo en Venezuela, especialmente en las ciudades de Valencia, Guacara, Puerto Cabello y Naguanagua. Es de tipo BRT. Fue inaugurado el 11 de julio de 2014 en manos del Gobierno del Presidente Nicolás Maduro como parte de la Misión Transporte, entró en operación el mismo día con dos rutas sólo en la ciudad de Valencia. Posteriormente fueron agregadas nuevas rutas en las ciudades de Guacara, Puerto Cabello y Naguanagua.
TransCarabobo cuenta con una estación central ubicada adyacente al Parque Recreacional del Sur, donde se encuentra el patio de unidades y talleres y desde donde salen las dos líneas troncales. Para abril del 2015 se activarán nuevas rutas en los municipios Carlos Arvelo, Los Guayos, Diego Ibarra y Libertador.

## Metrocable

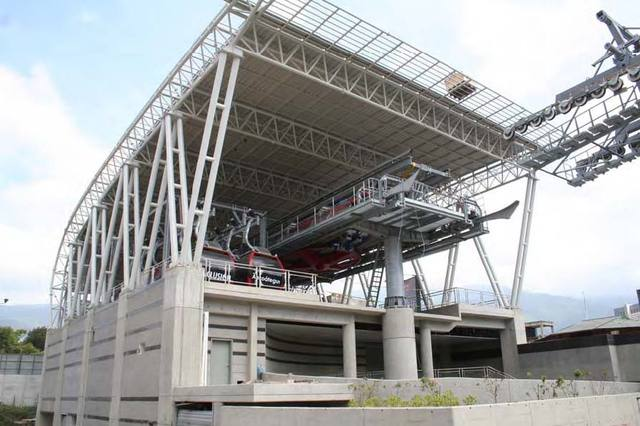
Estación San Agustín del Metrocable de Caracas (2009).

El Metrocable de Caracas es un sistema de teleférico integrado al Metro de Caracas, concebido de forma que habitantes de los barrios de Caracas ubicados habitualmente en sectores montañosos puedan transportarse de manera más rápida y segura al centro de la ciudad. Funciona como una ruta alimentadora al estilo del Metrobús.

## TransMaracay
Es un sistema de transporte masivo ubicado en la ciudad de Maracay, Fue inaugurado en abril de 2015 con un tramo inicial de 8,1 kilómetros y 11 estaciones que recorren algunos de los sectores más populares de esta ciudad. TransMaracay cuenta con dos estaciones centrales adyacentes al Parque de Ferias San Jacinto y Tapa-Tapa, donde se encuentran los patios de unidades y talleres y desde donde sale la línea troncal. Este comenzó operando con autobuses chinos de marca Yutong. Con 30 minutos de recorrido y 3 minutos de espera entre estaciones. La primera etapa cuenta con 30 autobuses, con capacidad para 180 personas con costo de 480 mil dólares cada uno. Se trata de buses articulados que trabajan en un canal exclusivo y con diésel, las unidades cuentan con cámaras de seguridad, aire acondicionado y áreas preferenciales.

## Cabletren

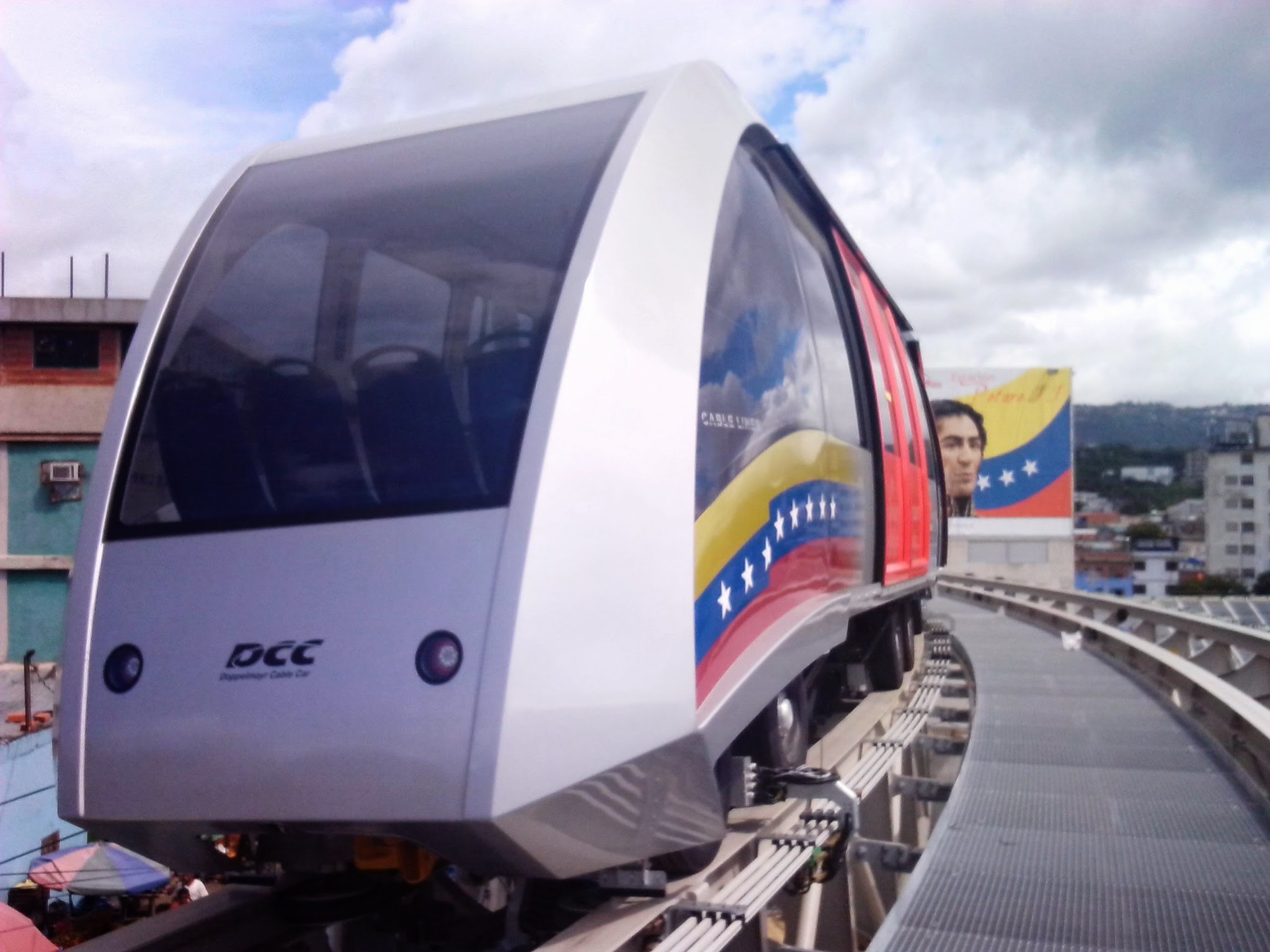
Cabletren de Petare, al este de Caracas

Es un sistema Automated People Mover, construido dentro los lineamientos del Gobierno de Venezuela de integración social. Forma parte de la compañía anónima estatal Metro de Caracas y construido por la empresa brasileña constructora Norberto Odebrecht y la empresa austriaca Doppelmayr Cable Car.

## Oleoductos y gasoductos
- Petróleo crudo. 6.370 km
- Derivados del petróleo. 480 km
- Gas natural. 4.010 km

## Puertos
Los puertos de Venezuela dan todos al Mar Caribe, con la excepción de Puerto Ordaz, Palua y Matanzas, los cuales quedan en Ciudad Guayana en la desembocadura del río Caroní en la Orinoco; se plantea la construcción de un puerto al Océano Atlántico en el Delta del Orinoco y un puerto de pertenencia venezolana en el Pacífico colombiano para productos petroleros.
Los principales puertos de Venezuela son Amuay, Bajo Grande, El Tablazo, La Guaira, La Salina, Maracaibo, Matanzas (Ciudad Guayana), Palúa (Ciudad Guayana), Puerto Cabello, Puerto La Cruz, Puerto Ordaz (Ciudad Guayana), La Ceiba, La Vela, Puerto Cumarebo, Puerto Sucre, Puerto Internacional de Guanta, Punta Cardón y Punta de Piedras.

## Aeropuertos
Para 1999, Venezuela tenía aproximadamente 366 aeropuertos.

### Aeropuertos con pista pavimentada
total: 122
de más de 3,047 m: 5
entre 2,438 y 3,047 m: 10
entre 1,524 y 2,437 m: 32
entre 914 y 1,523 m: 58
menos de 914 m: 17 (1999 est.)

### Aeropuertos con pista de tierra
total: 244
entre 1,524 y 2,437 m: 10
entre 914 y 1,523 m: 93
menos de 914 m: 141 (1999 est.)

### Helipuertos
+ de 1 (1999 est.)

## En construcción
- Maracaibo: TransMaracaibo
- Ciudad Bolívar: TransBolivar
- Caracas - Guarenas - Guatire: Metro de Guarenas-Guatire